# Fuad
Fuad (arabisch فؤاد, DMG Fuʾād) ist ein arabischer männlicher Vorname, und Familienname, abgeleitet von arab. fu'ad mit der Bedeutung „Das Herz“. Eine Variante des Namens ist Fouad. Die türkische Form des Namens ist Fuat.

## Bekannte Namensträger

### Herrscher
- Fu'ād I. (1868–1936), von 1922 bis 1936 König von Ägypten
- Fu'ād II. (* 1952), formal 1952/1953 König von Ägypten

- Mehmed Fuad Pascha (1815–1869), osmanischer Staatsmann

### Vorname Fuad
- Fuad Backović (Deen; * 1982), Sänger aus Bosnien und Herzegowina
- Fuad Al-Futaih (1948–2018), jemenitischer Maler und Illustrator
- Fuad Hassan (1929–2007), indonesischer Politiker
- Fuad Ibrahim (* 1991), äthiopisch-US-amerikanischer Fußballspieler
- Fuad Mohieddin (1926–1984), ägyptischer Politiker
- Fuad Muzurović (* 1945), Fußball-Nationaltrainer von Bosnien und Herzegowina
- Fuad Rifka (1930–2011), syrisch-libanesischer Philosoph, Lyriker und Übersetzer
- Fuad Schihab (1902–1973), libanesischer Militär und Politiker, Präsident des Libanon (1958–1964)
- Fuad Siniora (* 1943), libanesischer Politiker

### Vorname Fouad
- Fouad Ambelj (* 1993), marokkanisch-österreichischer Breakdancer
- Fouad Ammoun (1899–1977), libanesischer Jurist und Diplomat
- Fouad Brighache (* 1982), deutsch-marokkanischer Fußballspieler
- Fouad Makhzoumi (* 1952), libanesischer Milliardär, Geschäftsmann und Politiker
- Fouad Mebazaâ (1933–2025), tunesischer Politiker
- Fouad El Mouhandes (1924–2006), ägyptischer Schauspieler und Komödiant
- Paul Fouad Tabet (1929–2009), libanesischer maronitischer Erzbischof
- Fouad Twal (* 1940), jordanischer Lateinischer Patriarch von Jerusalem

### Familienname
- Abdel-Aziz A. Fouad (1928–2017), ägyptisch-amerikanischer Elektroingenieur
- Hazim Fouad (* 1984), deutscher Islamwissenschaftler und Geheimdienstmitarbeiter
- Nagwa Fuad (* 1939), ägyptische Bauchtänzerin und Schauspielerin
- Pierre Fouad (vor 1935–nach 1947), ägyptischer Jazz-Schlagzeuger

## Weiteres
- Papyrus Fouad 266, diverse 1939 in Ägypten gefundene Papyrusfragmente